# Віктор Альгараньяс
Віктор Селестіно Альгараньяс (ісп. Víctor Celestino Algarañaz; 6 квітня 1926) — болівійський футболіст, що грав на позиції нападника за клуб «Літораль», а також національну збірну Болівії.

## Клубна кар'єра
У футболі дебютував 1948 року виступами за команду «Літораль», кольори якої і захищав протягом усієї своєї кар'єри гравця.

## Виступи за збірну
У складі збірної був учасником чемпіонату Південної Америки 1949 року у Бразилії, де зіграв 7 матчів, забивши 1 гол.
Був присутній в заявці збірної на чемпіонаті світу 1950 року у Бразилії, але на поле не виходив.